# Hermann Hauser (Unternehmer)

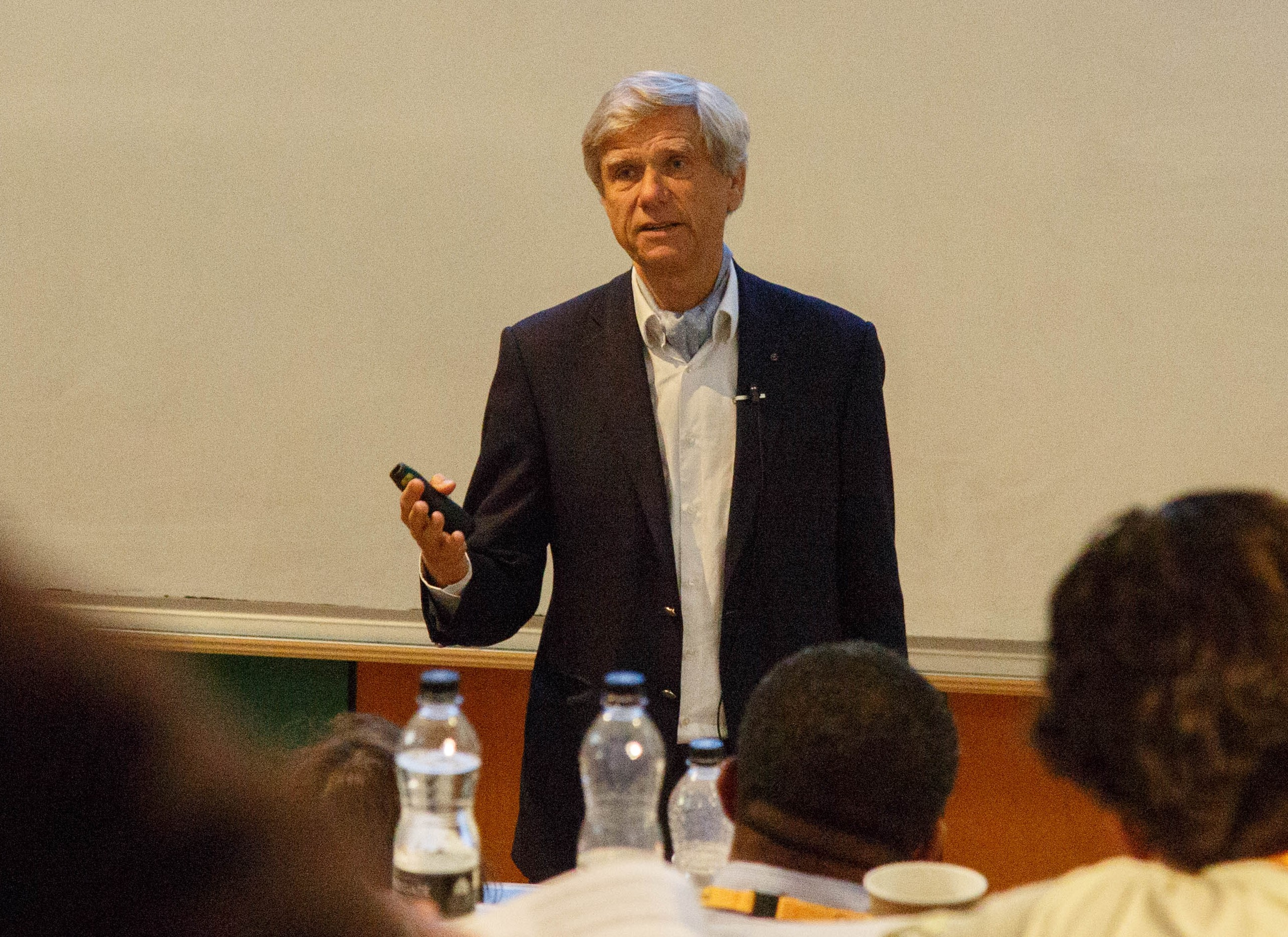
Hermann Hauser (2016)

Hermann Maria Hauser (* 23. Oktober 1948 in Wien) ist ein österreichischer Ingenieur, Computer- und Risikokapital-Unternehmer in Großbritannien. Er spielte eine führende Rolle bei Unternehmensgründungen im britischen Silicon Valley (Silicon Fen) in der Umgebung von Cambridge.

## Leben
Hauser verbrachte seine Kindheit in Tirol, besuchte das Gymnasium in Wörgl und während dieser Zeit eine Sprachschule in Cambridge. Nach dem Gymnasium studierte er Physik an der Universität Wien (Diplom-Abschluss) und promovierte am renommierten Cavendish Laboratory in Cambridge im Bereich Lasertechnologie.
Bekannt wurde er vor allem als Gründer der britischen Firma Acorn, die er zusammen mit Chris Curry 1978 initiierte. Die Firma entwickelte in Großbritannien die ersten Personalcomputer, unter anderem den BBC Micro und den sehr erfolgreichen ARM-Prozessor. Mit 100 Pfund gegründet, war die Firma fünf Jahre später an der Börse 200 Millionen Pfund wert. Nachdem die Firma 1985 von Olivetti übernommen worden war, wurde Hauser dort Vizepräsident für Forschung und gründete 1986 mit Andy Hopper, der die Leitung übernahm, das Olivetti Research Laboratory (ORL) in Cambridge. 1988 verließ Hauser Olivetti, um die Active Book Company zu gründen, die Tablet-Computer entwickeln sollte. Hier bemühte er sich, um aus den Fehlern von Acorn zu lernen, frühzeitig um weite Verbreitung der Technologie und um Kooperationen. Dieses Unternehmen ging 1991 in der Firma EO Inc. von AT&T auf, die den EO Personal Communicator herstellten. Hauser war Chairman von EO Europe und leitender Ingenieur. Die Firma bestand bis 1994.
Hauser war Mitgründer der Firma ARM Limited (Advanced RISC Machines) ein Spin-off von Acorn im Jahr 1990. Die Firma war ein Joint-Venture von Apple (die den ARM ab 1993 als CPU im Newton-PDA verwendeten), Acorn und VLSI Technology. ARM wurde schließlich 2016 für 31,4 Milliarden Dollar an das japanische Technologieunternehmen Softbank verkauft.
In der Folge agierte Hauser als Business Angel und Venture-Capitalist im Raum Cambridge. Er ist Gründer bzw. Mitgründer von Advanced Telecommunications Modules Ltd. (1993 zusammen mit Andy Hopper gegründet und 2004 an Conexant Systems verkauft), von NetChannel Ltd. (gegründet 1996 zur Vermarktung der NetStation und 1996 an AOL verkauft), von Net Products, von Cambridge Network Ltd. (1998 zusammen mit David Cleevey und Alec Broers gegründet) und von Virata. Hauser ist auch Mitgründer von IQ (Bio), IXI Limited, Vocalis, SynGenix, Electronic Share Information Limited, E*Trade UK.
1997 gründete er zusammen mit Anne Glover und Peter Wynn die Venture-Capital Gesellschaft Amadeus Capital Partners und finanziert damit auch biotechnologische Forschung, so zum Beispiel 2003 die Firma Solexa (DNA-Sequenzierungs-Technologie), die 2007 für 600 Millionen Dollar an Illumina Inc. verkauft wurden. 2009 wurde Hauser in diesem Zusammenhang auch Leiter des East Anglia Stem Cell Research Network. Hauser finanzierte mittels Amadeus Capital unter anderem den sehr erfolgreichen Chiphersteller CSR (Cambridge Silicon Radio), der 2014 um 2,5 Milliarden Dollar von Qualcomm übernommen wurde. Weitere erfolgreiche Unternehmen von Amadeus Capital im Bereiche Hausers war Entropic Research Laboratory (1999 von Microsoft übernommen) und Icera (von Nvidia 2011 übernommen). Hauser ist derzeit Non Executive Director (Aufsichtsrat) von XMOS, Intune Networks, Plastic Logic und von Cambridge Broadband Networks.
Seit Herbst 2015 engagiert sich Hermann Hauser auch bei einer Reihe österreichischer Start-Ups und Technologieunternehmen. Teil seiner Förderinitiative war die Gründung des I.E.C.T. – Hermann Hauser, welche 2015 gemeinsam mit Josef, Magdalena und Johannes Hauser stattfand. Das Unternehmen bietet verschiedene Programme an, um Forscher, Early-Stage Entrepreneure und Scale-ups aus dem Deep Technology Bereich bei ihrer Weiterentwicklung durch Know-how, Mentoring und Investments – im Rahmen der Hermann Hauser Investment GmbH – zu unterstützen und sie mit einem vielfältigen Netzwerk aus Unternehmern, Experten und Investoren zusammenzubringen. Aktuell entwickelt das I.E.C.T. – Hermann Hauser gemeinsam mit Forschern aus Cambridge das I.E.C.T. – Network, eine Plattform, die alle Akteure – Start-ups, Investoren, Unternehmen, Mentoren – vereint und somit eine Betreuung und Bewertung von Start-ups im internationalen Kontext ermöglicht.
Ebenso investierte Hauser 2016 in das Texterkennungs-Start-up Anyline und die Crowdinvesting-Plattform CONDA. Ab 2017 nahm er an mehreren größeren Finanzierungsrunden für den Grazer Halbleiter und Mikro-Lautsprecher Spezialisten USound teil und investierte in weitere österreichische Startups wie Leftshift One, NXRT und eyeson. Seit 2020 ist er in das Quantenarchitektur Unternehmen ParityQC (geleitet von Wolfgang Lechner und Magdalena Hauser) investiert. Seit 2022 ist er in das Münchner Quantencomputing Startup planqc, eine Ausgründung aus dem renommierten Max-Planck-Institut für Quantenoptik, investiert und Mitglied des Beirates. 
Hauser ist mit der aus Neuseeland stammenden Anthropologin Pamela Raspe verheiratet. Das Paar lernte sich nach eigener Aussage in Cambridge kennen und hat einen Sohn und eine Tochter. Mit seiner Frau zusammen gründete er 2001 die Hauser-Raspe-Foundation, die sich in England, Neuseeland und Österreich unter anderem in der Unterstützung von Forschung und Lehre, insbesondere im Bereich der Grundlagenforschung zum Quantencomputing engagiert.

## Auszeichnungen und Ehrungen
- 1984 Computer-Persönlichkeit des Jahres in Großbritannien
- 1998 Ehren-Fellow von Hughes Hall
- 2002 Commander of the Order of the British Empire (CBE, ehrenhalber)
- 2002 Fellow des Institute of Physics und der Royal Academy of Engineering
- 2000 Ehren-Fellow des King’s College, Cambridge
- 2000 Mountbatten Medal
- 2004 Pinkerton Lecturer der IEEE
- 2011 Lovelace Medal
- 2012 Fellow of the Royal Society
- 2015 Knight Commander of the Order of the British Empire (KBE, ehrenhalber)
- 2016 Austrian Business Angel of the Year[19]

Hermann Hauser ist auch Ehrendoktor der Universitäten von Bath, Loughborough und der Anglia Ruskin University. Von 2015 bis 2020 war er Mitglied im Rat für Forschung und Technologieentwicklung.